# Вилуговування бактеріальне
Вилуговування бактеріальне (рос. выщелачивание бактериальное, англ. bacterial lixiviation, bacterial leaching; нім. bakterielle Auslaugung f) — вилучення хімічних елементів з руд, концентратів і гірських порід за допомогою бактерій або їх метаболітів. Бактеріальне вилуговування поєднується з вилуговуванням слабкими розчинами сірчаної кислоти бактеріального і хімічного походження, а також розчинами, що містять органічні кислоти, білки, пептиди, полісахариди і т. д. Вилуговування бактеріальне може бути наземного (відвали) і підземного (гірські масиви) типу.

## Історія
Вилуговування металів з руд відоме з давніх часів.
У 1566 в Угорщині здійснювали повний цикл вилуговування з використанням системи зрошування, в Німеччині вилуговування міді з відвалів практикувалося з XVI ст.
У 1725 в Іспанії на руднику Ріо-Тінто вилуговували мідні руди. Це було перше практичне застосування бактеріального вилуговування, механізм якого (участь бактерій) був невідомий.
В 1947 американськими мікробіологами з рудникових вод виділений раніше невідомий мікроорганізм Thiobacillus (Th.) ferrooxidans, який окиснює практично всі сульфідні мінерали, сірку і ряд її відновлених сполук, закисне залізо, а також Cu+, Se2−, Sb3+, U4+, при рН 1,0-4,8 (оптимум 2,0-3,0) і t 5-35 °C (оптимум 30-35 °C). Число клітин цих бактерій в зоні окиснення сульфідних родовищ досягає 106-109 в 1 г руди або в 1 мл води.

## Сучасний стан
При бактеріальному вилуговуванні руд кольорових металів широко використовуються тіонові бактерії Th. ferrooxidans, які безпосередньо окиснюють сульфідні мінерали, сірку і залізо і утворюють хімічний окиснювач Fe3+ і розчинник — сірчану кислоту. Тому витрата Н2SO4 при бактеріальному вилуговуванні знижується. Fe3+ — основний окиснювач при вилуговуванні руд урану, ванадію, міді з вторинних сульфідів та інших елементів.
Найбільша швидкість бактеріального вилуговування досягається при тонкому подрібненні руди або концентрату (200 меш і менше), в пульпах з концентрацією твердого близько 20 %, при активному перемішуванні і аерації пульпи, а також оптимальних для бактерій рН, температурі і високій концентрації бактерій (109–1010 в 1 мл пульпи). За сприятливих умов з концентратів в розчин протягом 1 години переходить Cu до 0,7 г/л, Zn 1,3, Ni 0,2 і т. д. До 90 % As витягується з олово- і золотовмісних концентратів за 70-80 годин. Швидкість окиснення сульфідних мінералів в присутності бактерій зростає в сотні і тисячі разів, а в присутності Fe2+ — приблизно в 2•105 разів в порівнянні з хімічним процесом.
Селективність процесу бактеріального вилуговування кольорових металів визначається як кристало-хімічними особливостями сульфідів, так і їх електрохімічною взаємодією. Рідкісні елементи входять в кристалічні ґратки сульфідних мінералів або вмісних порід і при їх руйнуванні переходять в розчин і вилуговуються. Отже, у вилуговуванні рідкісних елементів бактерії відіграють непряму роль.
Бактеріальне вилуговування кольорових металів проводять з відвалів бідної руди (купчасте) і безпосередньо з рудного тіла (підземне). Зрошування руди у відвалі або в рудному тілі здійснюється водними розчинами Н2SO4, що містять Fe3+ і бактерії. Розчин подається через свердловини при підземному або шляхом розбризкування на поверхні при купчастому вилуговуванні. У руді в присутності О2 і бактерій йдуть процеси окиснення сульфідних мінералів і мідь переходить з нерозчинних сполук в розчинні. Розчин, що містить мідь, надходить на цементаційну або інші установки (сорбція, екстракція) для вилучення міді, потім на відвал (схема замкнута).
Інтенсифікація вилуговування досягається активізацією життєдіяльності тіонових та інших сульфідокиснюючих бактерій. Собівартість 1 т міді, отриманої цим способом, в 1,5-2 рази нижча, ніж при звичайних гідрометалургійних або пірометалургійних процесах. До нових належать способи бактеріального вилуговування золота, марганцю, кольорових металів, а також збагачення бокситів за допомогою гетеротрофних мікроорганізмів (мікроскопічні гриби, дріжджі, бактерії). Провідне значення при вилуговуванні з допомогою гетеротрофів відіграють процеси комплексоутворення органічних сполук з металами, а також перекиси і гумінові кислоти.
В промислових масштабах бактеріальне вилуговування застосовується для вилучення міді із забалансових руд в США, Перу, Іспанії, Португалії, Мексиці, Австралії та інших країнах. У ряді країн (США, Канада, ПАР) бактерії використовуються для вилуговування урану.
В Україні розробником прогресивної технології бактеріального вилуговування золота з відвалів з низькою концентрацією корисного компонента є Інститут біоколоїдної хімії імені Ф. Д. Овчаренка НАН України.

### Експеримент BioAsteroid
Британські вчені у 2020 р. розпочали експеримент BioAsteroid, суть якого — вивчення поведінки бактерій, які використовуються в технології бактеріального вилуговування в умовах космосу, мікрогравітацій. Експеримент може послужити обґрунтуванням можливості бактеріального видобутку корисних копалин на Місяці і Марсі. Він передбачає направлення на Міжнародну космічну станцію (МКС) контейнерів розміром із сірникову коробку, щоб дослідити, як протікатиме процес біовидобутку корисних копалин в умовах мікрогравітації. Контейнери будуть використовуватися для вирощування бактерій і грибів в інкубаторі протягом трьох тижнів, щоб побачити, як низько-гравітаційне середовище впливає на мікроби, що вилучають мінерали з породи.